# Luthrodes gades
Luthrodes gades är en fjärilsart som beskrevs av Hans Fruhstorfer 1915. Luthrodes gades ingår i släktet Luthrodes och familjen juvelvingar. Inga underarter finns listade i Catalogue of Life.